# Cascavel EC
Cascavel EC was een Braziliaanse voetbalclub uit Cascavel in de staat Paraná.

## Geschiedenis
De club werd in 1979 opgericht en werd amper een jaar later al staatskampioen. In 1981 en 1982 speelde de club in de Série B en werd telkens in de eerste ronde uitgeschakeld. In 2001 fuseerde de club met SOREC en Cascavel S/A tot Cascavel Clube Recreativo.

## Erelijst
Campeonato Paranaense
1980